# Camponotus jianghuaensis
Camponotus jianghuaensis är en myrart som beskrevs av Xiao och Wang 1989. Camponotus jianghuaensis ingår i släktet hästmyror, och familjen myror. Inga underarter finns listade.